# 화학종
화학종(化學種, 영어: chemical species)은 화학 공정이나 측정에 이용되는 원자, 분자, 이온 따위를 이른다. 일반적으로 화학종은 물질을 이루는 종을 화학적 관점에서 본 것을 가리킨다. 이 용어는 고체 배열에서 화학적으로 동일한 원자 및 분자 구조 단위의 집합에 동등하게 적용할 수 있다.
초분자화학에서 화학종은 상호 작용과 연결이 분자 간 결합 및 분리 과정을 통해 일어나는 초분자 구조이며, 화학 부문의 기초를 이루는 역할을 한다.

## 같이 보기
- 입자의 목록